# Philippe Tacquenier
Philippe Joseph Tacquenier (Lessen, 27 maart 1807 - 30 april 1884) was een Belgisch senator en burgemeester.

## Levensloop
Tacquenier was een zoon van de koopman Alexandre Racquenier en van Eugénie Chevalier. Hij trouwde met Eugénie Dubois.
Hij was afgevaardigde bestuurder van de vennootschap Carrières Tacquenier in Lessen.
Op het politieke vlak werd hij gemeentelijk mandataris in Lessen: gemeenteraadslid vanaf 1843, schepen (1848-1857) en burgemeester van 1858 tot aan zijn dood.
Van 1848 tot 1878 was hij provincieraadslid voor Henegouwen.
In 1878 werd hij verkozen tot liberaal senator voor het arrondissement Zinnik en vervulde dit mandaat tot in 1882.